# 조봉암
조봉암(曺奉岩, 1899년 10월 29일(음력 9월 25일) ~ 1959년 7월 31일)은 대한민국의 독립운동가, 정치인이다. 호는 죽산이며 본관은 창녕(昌寧)이다.
그는 일제강점기에 소련으로 건너가 모스크바 동방노력자공산대학을 2년 수료하고, 1925년 조선공산당이 조직되었을 때, 조직중앙위원장을 지냈으며 고려공산청년회의 간부가 되었다. 그해 공산청년회 대표로 중국 상하이(上海)를 경유하여 소련의 모스크바에서 열린 코민테른 총회에 참석하고, 모스크바 동방노력자공산대학(東方勞力者共産大學)에서 2년간 수학하고 귀국하였다. 이후 소련, 중국, 만주 등을 오가며 독립운동을 하며 공산주의 운동을 하였다. 상하이와 국내를 오갔으며 1927년에는 임정 요인들을 상대로 민족유일당 운동을 추진하기도 하였으나 실패하였다.
노농총연맹조선총동맹(勞農總聯盟朝鮮總同盟)을 조직하고 문화부책에 선출, 상하이에 가서 코민테른 원동부 한국인 대표에 임명되고 ML당을 조직하여 활동하다가 1932년 9월 상하이 프랑스 불조계에서 일본 경찰에 체포, 국내로 송환되어 신의주 형무소에서 7년간 복역하고 출옥하였고, 출옥 후 인천에서 지하 노동단체를 조직, 비밀리에 활동하다가 1945년 1월 다시 검거되었다. 해방과 동시에 석방되어 조선공산당, 건국준비위원회 인천부지부, 민족주의 민주전선 인천부지부 등에서 활동하였으나 1946년 5월 박헌영(朴憲永)과의 갈등을 계기로 온건주의로 사상전향하였다. 이후 좌우합작 운동에 참여하였고 남북협상 노선을 걷다가 1948년 제헌국회의원 선거에 출마하여 당선되었다.
1948년 7월 국회 헌법기초위원장으로 헌법 제정에 참여한 뒤 대한민국 정부 수립에 참여하였으며 대한민국 제1대 농림부장관과 제2대 국회 부의장을 역임하였다. 농림부 장관 재직 당시 지주에게 예속된 농지들을 농민들에게 분배하는 농지개혁을 주관하며 무상몰수 무상분배를 추진하려 했으나 지주들과 한민당 세력들의 극심한 반대로 절반만 성사시키고 이 무상몰수 무상분배 시도는 결국 이승만 정권 말 사법 살인 희생의 도화선이 되었다. 1948년 이후 윤치영(尹致暎) 등과 이정회, 대한국민당 등에서 활동하였고, 제2대 대통령 선거에는 무소속으로 출마하였으나 낙선했고, 제3대 대통령 선거에 출마하여 30%라는 지지율을 얻어 파란을 일으키기도 했으나, 1958년 상인 양명산을 통해 조선민주주의인민공화국의 정치자금을 건네 받았다는 날조된 혐의로 진보당 사건에 연루되어 재심결과 사형선고를 받고, 교수형을 당하였다. 그의 사형집행은 당대에도 사법살인이라는 비판이 제기되었으며, 2011년 1월 20일 대한민국 대법원에서 무죄판결을 내려 복권되었다.

## 생애

### 생애 초기

#### 유년기와 학창시절
조봉암은 1898년 9월 25일 인천광역시 강화군 선원면 지산리에서 창녕 조씨인 아버지 조창규(曺昌奎)와 어머니 유씨(劉氏)의 넷째 아들로 태어났다. 창녕조씨 항렬상 환(煥)자 돌림이었으나, 두 아들을 일찍 잃은 아버지 조창규는 셋째 아들을 명이 길었으면 하여 바위(岩)에서 이름을 따와 수암(壽岩)이라 짓고, 이어서 넷째는 봉암(奉岩), 막내 아들 이름을 용암(龍岩)이라 지었다.
1911년 그는 강화초등학교를 졸업하고 농업보습학교로 진학했다. 농업보습학교를 졸업한 후 극심한 가난으로 중학 진학을 포기하고, 1년을 허비하다가, 학업을 포기하게 되었다.

#### 강화군청 근무
1913년 생계를 위해 조봉암은 군청에 공무원으로 임용, 강화군청 사환으로 잠시 복무했다. 그러나 원칙을 고수한 탓에 상관과 마찰이 잦았다. 이후 다른 직원들과의 관계도 악화되었다.
조봉암의 주산 실력은 최고였던 것으로 보인다. 토지대장을 꾸미느라 숫자를 맞추고, 통계를 내는데 10명의 일을 혼자서 하였다. 그러나 괴팍한 성격의 상사에게 의심을 받았고, 그와의 불협화음으로 곧 군청 공무원직을 그만두게 되었다고 한다. 이 때도 조봉암은 잘못하지 않은 일에 절대 고개를 숙이는 일은 없었다 한다.

#### 서울 상경과 수학
직원들과의 불화로 1918년 강화군청을 그만두고 대서보조원으로 활동하였다. 1919년 봄 경성부로 상경, 경성 YMCA 중학부 입학했다. 그는 경성 YMCA에서 1년 학습하였다. 여기서 그는 여운형, 박헌영, 이승만, 김규식, 장면, 여운홍 등을 처음으로 만나게 된다.

### 독립운동

#### 3·1운동과 망명
YMCA중학부 재직 중 3·1 운동에 참여하여 1년간 투옥되었다가 1919년 중국으로 건너가 상하이로 망명, 상하이 임시정부 경무국 소속 직원으로도 활동했다.
상하이 체류 중 그는 박헌영, 김규식, 여운형 등을 다시 만나게 됐다. 그런데 여운형은 후일 광복직후 박헌영에게 상하이에서 그가 '돈을 훔쳤고, 강도질을 했으며, 이로 인해 감옥살이를 했다.'고 진술하였다. 상하이 체류 중 그는 경무국장 김구(金九)의 휘하에 있었는데 이후 그가 공산당에 참여하게 되면서 김구와의 관계는 악화되었다.
그 뒤 조봉암은 임시정부의 파벌 싸움에 실망감과 염증을 느껴 1921년 도일, 7월 7일 도쿄의 세이소쿠 영어학교에 입학하여 고등학교 과정을 마치고 주오 대학(中央大学) 전문부 정경학과에 입학했다. 정경학과 1학년에 재학 중 박열(朴烈) 등이 조직한 '흑도회'(黑濤會)라는 공산주의 계열 단체에 참가하여 공산주의 사상에 심취했다. 그러나 흑도회가 해체되면서 그는 주오 대학을 1년 수료하고 귀국하였다. 이후 1924년 조선공산주의운동의 일파인 화요회에 가입해 회원이 되었다.

#### 공산당 조직 활동
1922년 국내에서 독립운동을 하기 위해 귀국하였다. 그해 10월 코민테른의 지령을 받고 소련으로 건너가 소련에서 열린 베르흐네우딘스크 대회에 한국인 공산주의자 대표로 참석하였다. 1923년 초 소련 공산당의 명으로 모스크바의 동방노력자공산대학(東方勞力者共産大學) 속성과에 입학하였다. 1923년 여름 그는 동방노력자공산대학(東方勞力者共産大學) 속성과를 수료했고, 9월 조선 공산청년동맹과 조선공산당을 조직하라는 임무를 부여받고 비밀리에 국내에 잠입하였다.
1925년 4월 17일 경성에서 열린 조선공산당의 조직에 참여하고, 4월 18일 서울에서 박헌영, 김단야(金丹冶) 등과 박헌영의 집에서 비밀리에 고려공산청년회를 조직하고 간부가 되었다. 그러나 1925년 11월 조선총독부 당국의 탄압으로 조선공산당 1차 조직이 와해되자 조봉암은 도주 피신하였고, 1925년 12월 박헌영 등과 제2차 조선공산당을 조직하는데 참여하였다. 1926년 4월 제2차 조선공산당이 조직되자 그는 만주로 건너가 조선공산당 만주총국(滿洲總局)을 조직하고, 조선공산당 만주총국 책임비서에 선출되었다. 1926년 7월 코민테른 극동국 조선위원으로 임명되었다.

#### 민족정당 통합노력, 노동·독립운동 단체 조직
1927년 4월 이동녕·홍진·조완구 등의 독립운동지도자 24명과 함께 상하이에서 한국유일독립당 촉성회를 조직하고 집행위원직을 맡았다. 27년 5월 중국공산당 한인지부를 조직하여 책임자로 활동했고, 중국공산당 한인지부를 중국인 교포들에게 넘긴 뒤 1926년 6월 조봉암은 국제적색노동조합(프로핀테른) 주최의 범태평양노동자대회에 조선 대표로 참석해 조선의 노동운동 방침을 밝혔다. 그러나 조봉암은 상하이에서의 활동 당시 애인 문제와 자금 문제로 물의를 일으키기도 했다. 이후 ML당(마르크스-레닌 당, 제3차 조선공산당)을 조직하는 데 가담하여 활동하였다.
1929년 10월 조선독립운동자동맹을 조직, 결성하는 데 앞장섰다., 1931년 12월 만주사변 발발을 계기로 상하이에서 한국인 교포들의 반제국주의 독립운동 단체인 상하이 반제동맹 한인지회를 결성했다.
한편 조선공산당이 해산된 이후 조봉암은 사회주의 혁명활동을 그만두고 비조직적으로 처신하였다. 농업과 노동으로 생계에 종사하였고 1932년 이후 그는 다른 공산주의자들과의 연락이나 접촉을 줄여나갔는데, 러시아연방국방성의 비밀문서에 의하면 그는 1932년~1933년간 박헌영 및 다른 공산주의자들과 어떠한 접촉도 가지지 않았다고 한다.
1932년 9월 상하이의 프랑스 불조계에서 일본 경찰들에게 추격당하다가 체포되었다. 1932년 11월 항일 운동에 연루된 혐의로 일본 경찰에 구속되어 일제강점기 조선으로 송환되었으며 재판을 받고 징역 7년형을 언도받은 뒤 평안북도 신의주의 감옥에 수감되어 7년간 복역하였다. 신의주 감옥에 수감 중 부인 김금옥이 병사했다. 그는 옥중에서 부인의 병사 소식을 접하였다. 6년 동안 신의주 감옥에서 옥살이를 하는 동안 조봉암은 줄곧 독방에 갇혀 있었다고 한다. 겨울에는 신의주 지방은 유난히 추운 곳이고 독방은 바깥보다 훨씬 더 춥다. 그래서 고문으로 상한 손가락 7개가 동상으로 잘려 나가 형무소 생활 중 많은 고통을 겪었다고 한다. 1939년 7월 만기로 출소하여 경기도 인천부로 내려왔다. 출옥 후 인천에서 지하운동을 하다가 조선총독부의 감시를 받게 되었다.

#### 태평양 전쟁 이후
1940년 이후 일제 총독부의 가혹한 감시와 탄압으로 인해 활동을 중지하였는데, '유휴분자'라는 비난을 받기도 했다. 그는 서대문 형무소에서 투옥 중일 때 리승엽에게 '친일파로 사상 전향한 것을 대단한 것으로 생각하지 말라.'고 비판하였고, 전향을 권유하였다. 이후 그는 창씨개명을 거부하였고 농업으로 생계를 유지하는 한편 지하활동을 하였다. 그러나 이때 그가 리승엽에게 전향을 권고한 것은 해방 후 박헌영이 그를 공격하는 소재의 하나로 활용된다.
한때 그가 프락치였다는 의심도 받았다. 러시아의 비밀문서에 의하면 1938 ~ 1941년 인천부에서 암약하던 한 공산주의자는 자신이 인천부에서 활약하는 사실을 조봉암에게 비밀로 했다고 한다. 그에 의하면 조봉암은 당시 일본인들의 비호를 받고 있었고 총독부 경찰의 보호하에 있었기 때문이라는 것이었다.
조봉암은 공식적으로 활동 중단을 선언한 대신 조선총독부 경찰의 비호를 받기도 했다. 1938년부터 1941년 박헌영은 인천에서 하던 지하활동을 지도했는데, 당시 인천에 살고 있던 조봉암에게 이 사실을 비밀로 하지 않으면 안 되었다. 조봉암은 일본인들의 비호를 받고 있었고 당시 경찰의 보호 하에 있었기 때문이다. 그리고 조봉암은 공산당 활동 중단을 선언하고 활동을 자제해 왔다.
그러나 계속 지하 노동단체 활동에 은밀히 참여해 오던 그는 1945년 1월 조선총독부 당국에 의해 전격 검거되었다.

### 광복 이후의 정치 활동

#### 광복 직후
1945년 8월 15일 해방직후 일본의 항복과 동시에 수감에서 풀렸다. 여운형은 그의 출소를 직접 마중나가기도 했다. 8월 16일 인천부 치안유지회를 조직하고, 건국준비위원회 인천부지부를 조직했다. 이어 인천부 내 노동조합 결성과 실업자대책위원회 인천지구를 조직하였으며, 조선공산당 인천지구책에 선임되었다.
소련에서는 광복 직후 조선공산당으로 복귀한 조봉암에게 '조선 독립 이후 스스로를 공산주의자로 사칭하고 적극적인 활동을 했다. 이를 통해 인천의 조선공산당 인천지구당 조직을 기만하고 조직의 지도자 자리에 오르게 되었다.'고 비난하였다. 조선공산당 중앙당에서는 그에 대한 비판이 나왔고, 조선공산당 중앙위원회는 인천 조직에 '이러한 점을 지적하고, 혁명활동을 포기하고 일제 당국의 비호 하에 있었던 조봉암을 직위해제'하였다. 45년 10월 인천부윤 선거에 무소속으로 인천부윤 후보로 출마하였으나 낙선하였다.
조선공산당 중앙간부를 거쳐 1946년 2월 민주주의민족전선인천지구 위원장등 공산주의계열에서 활동을 하였으나 계속 박헌영과 갈등, 반목하게 된다. 박헌영은 조봉암을 공산당 재건과정에서 배제하려 하였는데, 1932년무렵부터 조봉암과 박헌영은 사이가 안 좋았다 한다. 박헌영은 1940년 이후 공식 활동을 중단한 조봉암을 불신하였고, 공산당 일각에서는 조봉암을 유휴분자라며 비판했다.

#### 전향 선언, 조선공산당 탈당
조선공산당 중앙위원회는 조봉암이 간부로 있던 조선공산당 인천지부에 일제 말 조봉암의 소극적이거나 개별적인 활동을 문제삼았다. 조선공산당 본부는 일제 말 그가 혁명활동을 포기하고 일제 당국의 비호하에 있었다 하여 조봉암을 직위해제하였다.
1946년 3월 박헌영을 비판하는 공개 편지를 보냈는데, 편지에 주된 내용은 '박헌영의 정치적 오류'에 대한 것이었다. 즉, '모스크바 3상 회의한 박헌영의 결단은 절대 지지하지만 그 실천에 있어 기술적으로 졸렬했던 까닭에 조직대중을 이해시키는데 너무 많은 시간을 소비하고 미조직 대중을 우익에 빼앗겼다고 질책했으며, 박헌영은 조선공산당의 대선배로서 대다수 공산주의자들의 희망이니 꿋꿋이 버티는게 올바른 자세다'라고 충고한 내용들이다.
그러나 이 공개 편지는 곧 민전 인천시 지구를 수색하던 미군 CIC 방첩대에게 빼앗겼다. 6월말 미군방첩대는 일부를 개작하여 다시 발표했다.
1946년 5월 미군정에 끌려갔다 온 조봉암을 적극 지원하여 그의 전향을 유도한 것은 윤치영이었다. 1946년 5월, 조선공산당의 박헌영에게 보낸 조봉암의 편지가 미군 정보 기관에 압수되어 공개된 일이 있었다. 윤치영은 그에게 이왕 미군정에 의해 이왕 공개될 것이면 자발적으로 공개하라고 유도했다.
조선공산당을 장악하고 있던 박헌영의 당 운영에 불만을 품은 조봉암이 박헌영의 1인체제를 정면으로 비판하는 편지를 신문에 공개 하게끔 은밀하게 주선한 것이 바로 윤치영이었던 것이다. 미군정이 편지를 공개하기 전에 조봉암은 윤치영의 권고대로 선수를 쳐서 언론에 '박헌영에 대한 비판을 공개비판'으로 발표하고 전향을 선언하게 된다. 이는 조선일보와 안재홍의 한성일보에서는 특히 대대적으로 보도하였다.

##### 박헌영과의 결별

박헌영

1946년 5월, 박헌영에게 경고하는 공개서한을 보내고 좌익에서 우익으로 사상전향, 공개서한이 언론에 공개되면서 공산주의와 완전히 결별선언하였다. 그는 원래 공산당에서 출발했지만 광복 후, 박헌영의 노선을 비판하면서 공산당과 결별하게 됐다. 1946년 5월 15일 민전 인천부지구 위원장직을 사퇴하였다.

- 첫째, 인민위원회가 조직이나 운영 면에서 문제가 많다. 현금의 인민위원회는 비공산적 요소가 거의 없어 공산주의자들의 정치구락부에 지나지 않는다.
- 둘째, 민전에 공산당원이 과대히 침투하여 비당 군중의 능동적 행동을 스스로 제약하고 있다.
- 셋째, 모스크바 3상회의 지지투쟁의 방침은 진실로 옳았지만, 기술적으로 졸렬했기 때문에 군중들로부터 배신자로 낙인찍혔다.
- 넷째, 무원칙하다.
- 다섯째, 종파적이다.

조선공산당과 결별을 선언한 조봉암은 당시 배신하였다고 하여 북쪽으로부터 심한 비판을 받았다. 편지 내용 중 민주주의민족전선에 공산당원이 다수를 가입시켜 민전 헤게모니를 장악하려는 박헌영의 시도를 비난, "민주주의민족전선은 잘된 줄 아오마는 역시 통일전선으로서는 너무 우리 당원이 과대히 침투했기 때문에 비당원 군중의 능동적 활동을 스스로 제약시키고 있다고 봅니다. ...(이하 중략)... 또한 '지방에서는 당원이 절대다수를 차지하여야 된다' 등의 지령은 과오로 생각됩니다."라는 구절이 문제되기도 했다. 1946년 6월 박헌영은 조봉암을 공산당에서 제명, 출당시켰다.
1946년 6월 12일 미국 CIC 방첩대에 의해 구금되었다. 6월 22일 석방되었다. 6월 23일 인천에서 여운형, 이강국(李康國), 김원봉(金元鳳), 성주식(成周寔) 등이 참가한 '미소공위 촉진 시민대회'가 열리자 조봉암은 이 대회에 참가했다. 여기에서 조봉암은 "우리는 노동계급의 독재나 자본가 계급의 전제를 반대한다"는 내용의 성명을 발표했다. 6월 23일 민전 주최의 인천시민대회 중 좌익을 비난하는 노골적인 성명서가 그의 명의로 배포되었다. 서중석(徐重錫)은 6월 23일의 성명서를 공작의 산물이라고 주장했다. 전향 이후, 언론에서 그에게 전향 이유를 묻자 그는 "우리 한국 청년의 대부분이 3 . 1운동 이후로 많이는 사회주의자가 되고 혹은 공산당을 조직했습니다. 그러나 그들의 대부분은 한국독립을 위한 사회주의고 한국 독립을 위한 공산주의자였습니다. 한국 민족을 버리고 한국 독립을 불고하고 사회주의 혹은 공산주의를 생각한 일은 없습니다"라고 답변하였다.
조봉암이 박헌영과 결별하게 된 원인으로 박헌영이 코민테른의 노선을 그대로 받아들이고 있는 데에 차츰 불만이 쌓였기 때문이라는 분석도 있다.

##### 여운형과의 관계
1945년 8월 15일 형무소에 수감중이던 조봉암은 옥중에서 광복 소식을 접하고 석방된다. 그가 석방되자 여운형은 일본의 패전 소식을 전하며 출소한 조봉암을 맞이하였다. 조봉암은 이후 여운형과 가까이 지냈다. 그러나 여운형은 박헌영을 찾아가 그가 상하이에서 잘못을 저질렀다고 비난하기도 했다.
여운형은 박헌영에게 조봉암이 상하이에서 '돈을 훔쳤고, 강도질을 했으며, 이로 인해 감옥살이를 했다.'고 말하기도 했다. 여운형의 노선에 동의하던 그는 여운형의 사후 김규식을 찾아가기도 했지만 그로부터 배척당하고, 독자적으로 좌우합작과 남북협상 운동에 참여하게 된다.

#### 좌우합작과 남북협상 참여
1946년, 조봉암은 김규식과 여운형을 지지하고 그들과 함께 좌우합작운동에 참여하려고 하였다. 조봉암은 중간운동하던 이극로(李克魯)와 손잡고 제3전선인 민주주의독립전선을 만들었다. 그런데 독립전선이 좌우합작위원회에 참여하려 하였고 그래서 김규식을 찾아가 좌우합작운동에 참가할 것을 요청하였으나 조봉암을 '공산주의자'로 인식하던 김규식은 그의 참여를 거절하였다. 김규식이 조봉암을 거절한 이유는 공산주의를 하던 사람을 어떻게 믿느냐는 것이었다. 조봉암은 조선공산당을 탈당한 후 김규식을 만나려고 했는데, 김규식은 조봉암의 면담요청을 거부하였다. 여운형의 측근이었다가 김규식 진영으로 건너간 강원용(姜元龍)이 김규식에게 “만나야지 왜 거부합니까” 했더니 “이 사람아, 한번 공산당 한 사람은 바뀌지 않아. 조봉암씨는 믿을 수 없어. 공산당 하던 사람을 어떻게 믿어” 하는 것이었다.
그 무렵 조봉암이 공산당을 탈당한 게 아니라 박헌영이 이승엽을 인천지구당 책임자로 앉혔기 때문에 반발했을 뿐이라는 소문이 돌았다. 조봉암은 김규식을 지지하고 좌우합작운동에 참여하려고 했지만, 김규식은 이를 받아들이지 않았다. 김규식은 공산당이라고 하면 아예 상대를 하지 않았다. 그 결과 조봉암은 이극로와 함께 별도로 좌우합작운동과 남북협상을 추진하게 된 것이라 한다.
조봉암은 한글학자 이극로와 함께 민주주의독립전선을 조직하고 민족주의독립전선의 간부로서 좌우합작운동에 참여하였다. 1946년 12월 좌우합작파를 중심으로 민족자주연맹이 결성되자 조봉암도 민족자주연맹에 입당하였다.
이후 민주주의독립전선에서 활동하며 남북협상 운동에 참여하였으나 방북할 수 없었다. 좌파에서 전향한 이유로 조봉암은 공산주의자들로부터 배신자로 낙인찍혀 있었으므로 1948년 4월 남북협상때 북한에 다녀올 수 없었고, 민주주의독립전선의 대표로는 이극로 홀로 북한을 다녀왔다. 좌우합작운동과 남북협상이 실패로 끝난뒤, 이극로는 북한에 남아 있었고, 민주주의독립전선은 1948년 5·10 선거에 참여하느냐 마느냐를 두고 논란을 벌이다 와해되고 말았다. 이후 이극로 계열은 북으로 올라가고, 조봉암과 그의 계열은 남한에 남게 되었다.
남북협상의 실패를 인정한 조봉암은 선거 가능지역에서만이라도 총선거를 하는 것의 불가피성을 인정하고 좌우합작, 남북협상파의 5.10 총선 참여와 통일독립정부 수립은 정부수립 이후에 추진하자고 주장했다. 5.10 총선거 참여 주장을 하자 그는 민족자주연맹의 중앙과 지방조직에서 배제되었고, 강제 출당조치당하였다. 1948년 5월 10일의 단독정부 수립 총선거에 참여의사를 밝힌 뒤로는 협박과 테러 위협에 시달렸는데, 선거기간 중 테러의 위협을 피해 민가에 은신하며 생활하기도 했다.

### 정부 수립 이후

#### 대한민국 정부수립에 참여

##### 제헌국회의원과 헌법기초위원

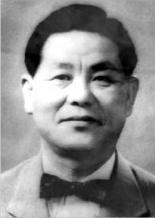
제헌국회의원 시절

1948년 5.10 총선거때 선거에서 강원명이 조봉암을 도와달라며 이범석을 찾아갔으나 거절당하였다. 역시 이범석의 총리 인준시 무소속 의원들이 협조를 부탁하자, 조봉암은 이범석을 '군국주의자'라며 냉담한 반응을 보였다. 5.10 총선거에 출마하여 제헌 국회의원으로 당선되었고, 1948년 5월 제헌국회에서 헌법기초위원을 선출할 때 한민당에서 무기명투표방식을 주장하며 다수득표자 순으로 헌법기초위원을 선출하자고 제안하자, 곽상훈과 함께 이의를 제기하기도 했다. 그 뒤 조봉암은 헌법기초위원의 한사람으로 선출되었다.
6월 1일 한민당에 비판적이거 반대하는 우파 및 온건파 무소속 의원들 및 6.1.구락부, 민우(民友)구락부를 통합하고 무소속구락부를 발족하는데 참여하였다. 당시 무소속 구락부에 속한 의원은 72명이었고 그는 무소속구락부의 대표로 선출되었다. 그러나 조봉암의 입각 이후, 한민당이 확대 개편된 민주국민당과의 대항하기 위해 조봉암은 무소속구락부와 윤치영 등 이승만의 측근들과 연합한다.
7월 초대 내각 인선시 이승만으로부터 농림부 장관직 제의가 들어왔다. 조봉암은 이승만과 자신은 지향점이 다르다며 장관 취임을 사양하였으나, 이승만이 조봉암의 개혁을 승인하기로 약속하고 재차 승낙을 요구하자 농림부장관직을 수락하였다. 한민당 계열의 비난과 경계가 있었으나 그는 예정대로 농림부 장관직에 취임하였다.

##### 김준연, 한민당과의 갈등
헌법기초위원회 위원으로 재직 중 형벌에 관련된 공동법안이 결정되었다. '현행범인 경우만 법관이 발부한 영장 없이도 체포 등을 할 수 있도록 규정'한 것과, 영장제도에 '변호인의 조력을 받을 권리', '구속적부심사제'의 추가, '고문과 잔인한 형벌 금지 조항'이었다.

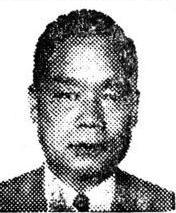
김준연, 한때 그는 공산주의 운동에 함께 참여한 사상적 동지이기도 했다.

이때 김준연 등은 공동안을 반대하고 권승렬안에 지지를 보냈다. 원안인 공동안에서는 현행범인 경우만 법관이 발부한 영장 없이도 체포 등을 할 수 있도록 규정하고 있었다. 이 규정에 대해 김준연을 필두로 한 한민당 측 의원들은 권승렬안의 입장을 지지하고 나섰다. 권승렬안에서는 현행범일 때만이 아니라, 범인의 도피 또는 증거인멸의 염려가 있을 때에도 사후 영장 청구로 대체할 수 있도록 예외 사유를 확대하고 있었다.
공동안에 대한 두 번째 공격 역시 김준연을 비롯한 한민당계 의원들이 앞장을 섰다. 공동안에 있는 영장제도, 변호인의 조력을 받을 권리, 구속적부심사제에 대한 내우외환 또는 이에 준하는 비상사태의 경우 법률로써 그 적용을 정지할 수 있다는 규정을 추가하자고 나선 것이다. 김준연과 한민당계 의원들의 마지막 공격은 고문과 잔인한 형벌 금지 조항에 모아졌다. 공동안의 이 규정을 삭제해야 한다는 것이었다. 수사상의 어려움으로 치안에 문제를 야기할 수 있다는 현실적인 이유에서였다. 신체의 자유를 보장한다는 조항만으로 충분하다는 논거였다.
김준연과 한민당의 '현행범인 경우만 법관이 발부한 영장 없이도 체포 등을 할 수 있도록 규정'한 것과, 영장제도에 '변호인의 조력을 받을 권리', '구속적부심사제'의 추가, '고문과 잔인한 형벌 금지 조항' 반대에 흥분한 그는 감정적으로 김준연, 한민당 의원들을 공격하였다.
한민당계 의원들의 파상공세에 무소속의 조봉암 의원이 가장 전면에서 격렬히 맞섰다. 당시 한 기자는 흥분한 조봉암의 욕설 섞인 항변을 기록하였다.
법률은 강자에게나 약자에게나 공평하여야 한다. 민주주의 국가에 있어서는 사후영장이라는 것이 있을 수 없으며, 또 고문과 잔혹한 형벌은 당연히 금지해야 할 것이다. 그리고 김준연씨는 제2문제 규정은 당연하다고 하나, 이에 준할 비상 사태의 경우 운운은 집회에도 적용될 우려가 다분히 있는 것이니 어찌 이것을 당연하다고 하는가. 이 천하가 언제나 너의 천하가 될 줄 아느냐?

그러나 조봉암 등의 분투도 비상사태 시 인신보호를 위한 절차 규정들을 정지할 수 있다는 규정의 삽입을 막는 데 그쳤다. 첫 번째 문제는 사후영장을 청구할 수 있는 예외 사유를 확대하는 쪽으로 쉽게 결론이 났고, 고문과 잔혹한 형벌의 금지 규정을 삭제하자는 수정안도 표결 결과 11대 10의 한표 차로 가결되었다.
이 결과는 조봉암에게 좌절을 안겨주었다. 이 사건으로 조봉암은 헌법기초위원회에 대한 모든 기대를 접을 수 밖에 없었다. 행여 본회의에서 운신의 폭이 좁아질 것을 염려하여 이후 헌법기초위원회에는 일절 출석하지 않는다.

##### 농림부 장관과 국회부의장

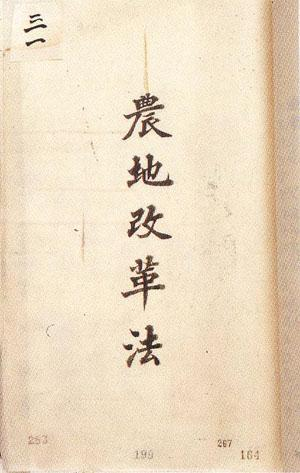
1950년 3월에 개정되어 공포된 농지개혁법안.

7월 22일 초대 내각 인준시 초대 농림부 장관에 임명되었다. 그의 농림부 장관 승인을 놓고 혁신계 인사를 기용하여 미국의 경계와 의구심을 풀게 하고 좌우를 아우른 모양새를 취하고자 했던 이승만의 의도가 작용했다고도 하고, 한민당을 견제하고 농지개혁을 성공시키려던 이승만의 생각이 강하게 작용했다고도 한다.
7월 24일 농림부 장관에 취임하여 장관직과 국회의원일을 겸하게 되었다. 농지개혁의 실무책임자인 농지국장에는 조봉암을 신뢰하던 강진국을 임명하였다. 농림부 장관 재직 중 조봉암은 농지개혁법을 입안·추진하였다. 1948년 9월 4일 조봉암은 차관 강정택, 농지국장 강진국, 기획처장 이순택 등과 농지개혁법 기초위원회를 조직하고, 농지개혁법기초위원회 위원장에 피선되었다.
1949년 관사 문제로 농림부장관직을 사퇴했다. 장관 관사를 농림부 전용 예산으로 쓴 것이 문제가 되어, 민주국민당 의원들로부터 비판을 받다가 장관직을 사퇴하게 되었다. 1949년 연말 민족진영강화추진위원회(민강위) 조직이 추진되었으나 조봉암은 그것에 가담하지 않았다.

##### 농지 개혁 정책
농지개혁법 기초위원회를 통해 1948년 9월부터 11월까지 2개월간 각지의 농촌조사를 거쳐 농지 실태를 조사하고, 농림부 초안을 완성하여 11월 22일 개혁안을 발표했다. 1949년 1월 4일부터 조봉암은 농림부 관료들 및 농지개혁위원회 위원들과 각지를 순행, 각 도의 도청 소재지에서 순회 공개청문회를 개최하여 각지, 각계 각층의 의견을 수렴하고 돌아왔다. 1월 24일 농림부안을 완성하여 국무회의에 입안하여 채택시켰다.
농지개혁으로 소수의 대지주에게 모여 있던 토지를 실제 농사를 짓는 농민에게 분배 혹은 유상 지급하였다. 조봉암이 무상몰수 무상분배 원칙에 기초한 농지개혁을 시도하려 하자 한민당 등에서는 공산당식 농지몰수라며 비판하였다.이 일로 조봉암은 기득권 세력의 제거 대상 표적이 된 셈이었다. 결국 조봉암은 공산당의 무상몰수 무상분배안을 채택하지 않고 유상매수 무상분배안과 유상매수 유상(저가)분배안을 혼용해서 적용하기로 하였다.
국가가 수용하는 토지에 대한 지주보상지가는 5년 평균 작물 생산량의 15할을 보상해 주고, 농민에게 거두는 지가는 5년 평균 생산고의 12할을 3년~10년 상환안을 제시하였으나 한민당 및 지주세력의 반발이 거셌다. 그러나 이승만의 주장으로 15할의 토지보상과 15할의 상환으로 토지개혁이 이루어졌다. 농지를 염가에 매수, 분배받아 개인이 농토를 소유하게 되면서 실제 농민이 농토를 소유하게 되었으며 농업생산량을 증가시키는 효과를 가져왔다. 개인 자영농이 농토를 소유하게 되면서 떠돌던 농민들은 농촌지역에 정착하게 되었다.

##### 농촌조직화 정책
조봉암은 농촌에서 생산한 쌀과 벼, 보리 등의 곡식 일부 중 잉여생산량을 정부에서 매입하는 양곡매입법의 제정을 추진하였다. 이는 시장경제논리에 어긋난다는 한민당의 반대에도 불구하고 국회에 상정하여 48년 8월 국회에서 통과되었다.
1949년에는 식량임시긴급조치법으로 개정되었다가, 그가 농림부장관에서 물러난 뒤 1950년에는 농수산물의 잉여생산량은 국회의 동의하에 예산을 배정하여 구매하는 양곡수매법으로 개정되었다. 이후 양곡수매법은 이승만 정권 붕괴와 함께 무효화되었다가 뒷날 박정희 정권의 추곡수매법으로 부활하게 된다. 농림부 장관으로 있으면서 조봉암은 장관실에 그래프를 붙여 놓고, 비서를 시켜 양곡매입량을 체크하게 했다.
양곡매입법의 제정 외에도 조봉암은 농민의 조직화와 농민이익 단체의 결성을 위한 농업협동조합 추진운동을 시작했고, 그리고 농촌계몽을 위한 농민신문 발행을 추진했다.

##### 친이승만 활동
1948년 소속 정당이 없었던 조봉암은 이승만의 측근이었던 윤치영과 함께 이정회를 결성하였다. 1948년 11월 대한국민당의 창당에 참여하였다.
대한국민당의 일부가 1949년 2월 탈당하여 한민당과 연합, 민주국민당을 결성한다. 한민당의 후신인 민주국민당에서 내각제 개헌을 추진할 때 조봉암은 참여하지 않았다. 이후 민국당이 내각책임제 개헌안을 제출하여 국회가 파란에 휩싸였던 1950년 2월과 3월 조봉암은 국민당에 소속해 있었다.
1950년에는 제2대 국회의원 총선거에는 대한국민당 공천으로 민의원 출마하여 재선되었고, 국회 부의장으로 선출되었다. 1950년 한국 전쟁 발발 직후 국회의장 신익희와 함께 이승만을 면담하러 갔으나 이승만은 각료들의 권고로 도피하였고 대통령을 면담하지 못한 조봉암과 신익희는 국회 휴회를 선언하고 의원들에게 피신령을 내렸다.

#### 6·25 전쟁 전후
한국전쟁으로 이승만이 피난하자 신익희와 조봉암은 이승만을 찾아 경무대로 갔다가 이승만의 도피소식을 접하였다. 신익희는 측근들과 함께 가자 해놓고 가족들과 먼저 경기도 수원으로 피신한 반면, 조봉암은 끝까지 남아 서류들을 정리하고 불태운 뒤 동료 의원들을 피신시킨 뒤 미처 피하지 못한 윤길중 등의 청년들을 데리고 남하하였다. 그러나 아내 김조이는 차마 데려오지 못하고 그대로 실종되었다. 이 사건을 계기로 윤길중 등은 조봉암을 따르게 되었다. 진보당원이었던 남재희의 회고에 의하면 '진보당을 한 건 죽산을 좋아해 따른 것이지 원래는 '털이 난 보수'였다.'는 것이다.
이때 서울은 조선인민군이 점령하였고 '반역자 조봉암은 체포하면 죽인다.'라는 문건이 담긴 포스터와 방이 붙여져 있었다. 서울을 점령하고 수립한 서울시 인민위원회는 조봉암에게 귀순을 권유하였지만 이를 거절하였다. 뒤늦게 조봉암이 야밤에 자동차로 대전으로 내려오자 이승만은 공산당과 내통하였다고 들었더니 내려왔다며 냉소적인 반응을 보였다.

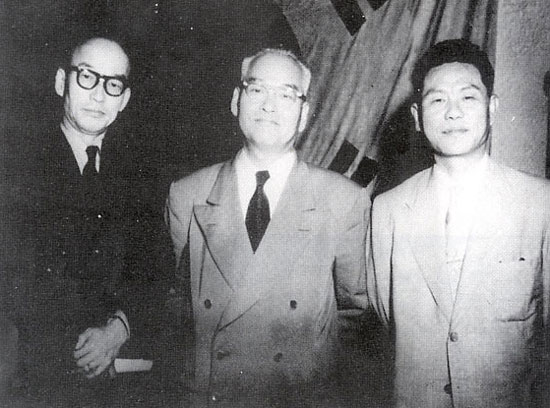
제2대 후반기 국회 의장단 선출, 1952년 7월 10일 새로 선출된 국회의장단. 좌로부터 윤치영 부의장, 신익희 의장, 조봉암 부의장

1952년에는 다른 야당인사들과 함께 이승만을 실각시키려는 내각제 개헌운동에 참여하였다. 그러나 이승만은 대통령직선제 카드로 5월 15일부터 7월 일까지 부산정치파동을 일으킨다. 부산정치파동 직후 반(反)이승만의 기치하에 모였던 정치인들 중 일부는 다시 자유당으로 돌아갔고, 일부는 신당 창당을 추진했다. 죽산 조봉암은 이때부터 신당 결성을 추진했다. 조봉암은 장면을 찾아가 함께 자신과 함께 신당운동을 할 것을 간청하였으나 장면은 한번에 거절하였다. 장면이 조봉암의 청을 거절한 이유는 조봉암의 정치노선이 탐탁지 않다는 것과, 신당운동은 아직 때가 아니다라는 이유에서였다.

#### 제2대 대통령 후보 출마
국민 직선제로 하면 자신이 유리할 것이라는 이승만의 강력한 의지로 대통령 선거는 개헌을 통해 국회선출제에서 국민직선제로 바뀌었다. 국회에서는 반발하였으나 이승만은 장택상과 이범석을 동원, 대통령직선제 발췌개헌안을 통과시켰다. 그러나 대통령 후보로 출마할 인사가 없었다. 조봉암은 야망이 있었고 이승만 혼자 대선에 나오게 해서는 안 된다고 생각했다. 조봉암은 이시영을 찾아갔고, 출마의향을 물었다. 원로들 의중을 떠보니 신익희도 이시영도 출마하지 않겠다는 반응이었다. 이시영은 찾아온 조봉암에게 출마를 권했다. 조봉암은 민중을 위한 후보가 없으므로 자신이 나서겠다고 선언했다. 그러자 놀란 것이 조봉암과 숙적이었던 민국당이었다. 조봉암이 야당을 대표하게 해서는 안 된다고 생각한 민국당 측은 이시영을 출마하도록 했다. 김규식 영입에 실패한 경험이 있었던 민국당은 끊임없이 이시영을 찾아가 출마를 권유하였다. 이시영은 처음에 덕이 부족함을 이유로 들어 사양하였으나 거듭된 요청에 대통령 후보로 출마하였다.
그 뒤 대한국민당을 탈탕하고 1952년 8월 5일에 치러진 제2대 대통령 선거에 무소속 후보자로 출마하였다. 선거 과정에서 조봉암는 유엔감시하 총선거를 통한 평화통일, 국민의료제도, 국가보장교육제도, 노동자들의 경영 참여, 농촌 고리채 지불 유예 등을 공약으로 내걸고 유세하였으나, 낙선하였다.
1954년 5월 국회 민의원 후보자로 출마하였으나 정치 깡패들의 방해로 후보등록을 못하였다. 제2대 대통령선거에 출마했다가 차점으로 낙선하였다. 민의원 선거 후보 등록마저 정치깡패들의 방해로 뜻을 이루지 못한 채 도정궁에 들어가 은거하였다. 도정궁은 조선 선조(宣祖)가 나고 자란 생가이다. 도정궁에 칩거하던 그는 동료인 진보당 중앙상무위원을 역임한 최희규의 아버지로부터 서예를 배웠다. 그가 붓글씨를 즐기게 된 데에는 동료들의 영향도 있었다. 그의 곁에는 윤길중, 조규희, 전세룡 등 서예를 즐기던 동지들이 있었다. 자유당 정권의 방해 공작으로 제3대 국회의원 선거에는 등록조차 하지 못하였으나, 1956년 5월 15일에 치러진 제3대 대통령 선거에 다시 무소속으로 출마하여 무려 30%의 지지율을 기록하는 등 선전하였다.

#### 야당 정치 활동
1954년 11월 30일 자유당의 연임에 저항하는 호헌동지회에 참여하려 하였다. 호헌동지회가 조봉암의 참여를 놓고 논란이 일자 장택상, 김성수, 박기출, 서상일은 조봉암의 호헌동지회 참여에 찬성하였으나, 조병옥, 장면, 김도연, 박순천, 곽상훈 등은 조봉암의 참여를 강력하게 반대했다. 신익희는 한발 물러서 있었다. 장택상, 서상일, 박기출, 김성수 등은 민주대동의 입장에서 조봉암의 호헌동지회 참여를 지지하였던 것이다. 조봉암의 영입을 반대하는 세력은 자유민주파, 찬성하는 입장은 민주대동파로 불렸다.
1955년 1월 21일 호헌동지회 총회가 열릴 때 호헌동지회는 조봉암의 참여를 놓고 호동은 민주대동파(대동단결파)와 자유민주파로 나뉘었다. 이때 김성수는 자유민주파에 영향력을 주고 있었다. 김성수는 조봉암에게 사람을 보내 공산당이 아니라는 성명서를 내줄 것을 부탁하였다. 대한민국의 장관과 국회부의장을 지낸 조봉암은 굴욕감을 느꼈지만 순순히 받아들여 "인촌이 그리 하기를 원한다면 내가 그리하겠다." 하고 자신은 공산당이 아니라는 성명서를 발표했다. 호헌동지회에 참여하려던 조봉암은 김성수를 찾아가 자신이 전향했음을 거듭 확인시키기도 하였다.
후일 윤제술은 '김준연과 조병옥이 조봉암을 받아들이는 것을 극렬하게 반대하자, 신도성은 김준연이 조봉암을 빨갱이로 몰아붙이는 것을 격렬히 비난했고, 조병옥이나 신익희는 어물어물 할 다름이라고 증언했다. 이 문제에서 신익희는 회피하였다. 김성수는 "민주대동이라고 했으면 그대로 해야지, 왜 딴소리들을 하느냐. 해공의 책임회피가 문제야."라며 양쪽 모두 공박하였다.
인촌 김성수는 민주국민당이 조봉암의 신당 참여문제로 알력이 심하였을 때, 민주대동의 입장에서 조봉암과 합작할 것을 보수파에 권고하였다. 보수파들은 김성수의 정치적 영향력에 마지못해 조봉암이 반공주의노선을 견지하겠다는 것을 공적으로 약속한다면 좋다는 태도로 나와, 김성수는 조봉암에게 태도를 명확히 표명해줄 것을 권고하였다. 조봉암은 다시 성명서를 작성해서 2월 22일 발표하였으나 김성수는 조봉암의 2차 성명을 보지 못하고 사망하고 말았다. 조병옥, 김도연, 김준연, 장면, 곽상훈, 박순천 등은 조봉암의 신당 참여를 극렬히 반대했고, 신익희는 모호한 입장이었으며 장택상, 서상일, 박기출 만이 조봉암의 신당 참여에 찬성했다. 결국 조봉암의 참여는 좌절되었고, 이 일로 장택상, 박기출, 서상일 등은 호헌동지회 참여를 거부하게 되었다.
장택상은 다시 자유당으로 되돌아갔고, 조봉암은 이후 박기출, 서상일 등과 함께 혁신정당 구성을 추진하였으나, 서상일 등과도 이견이 생겨 서상일 일파가 분리되어 나갔다. 1956년 11월 박기출 등과 '책임 있는 혁신정치, 수탈 없는 계획경제, 민주적 평화통일'의 3대 정강을 내걸고 민주사회주의·사회민주주의 정당인 진보당을 조직하였다.
55년 6월 그는 한국일보에 "한국인은 강도 일본의 침략을 받아서 40년 동안 신음하면서 일본식 독점자본주의의 잔인성과 무도와 비인간성을 보았고 또 그 해독을 보아왔으며, 그 독점자본주의가 우리 농민이나 노동자의 노력을 착취하여 우리 민족 전체가 고혈을 빨렸다는 것을 몸소 체험하였다" 고 지적하였다.

### 생애 후반

#### 진보당 창당 운동

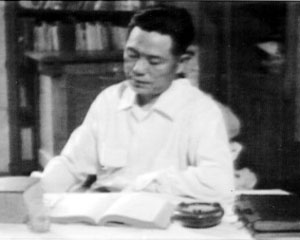
1956년 서재에서 책을 읽고 있는 조봉암.

1956년 1월 조봉암은 진보당추진위원회를 구성하고 혁신정당의 창당준비에 들어갔다.
우리 민족의 자주독립과 민주주의 쟁취의 역사적 성업인 3·1 운동의 숭고한 정신을 다시 환기 계승하여 우리가 당면한 민주수호와 조국통일의 양대 사업을 수행할 수 있는 혁신적 신당을 조직하고자 이제 분연히 일어섰다.
우리는 진정한 혁신은 오로지 피해를 받고 있는 대중 자신의 자각과 단결 위에서만 실현될 수 있다는 것을 깊이 인식하고, 관료적 특권정치의 배격과 대중 본위의 균형 있는 경제체제를 확립할 것을 기약하고, 국민대중의 토대 위에 선 신당을 발기하고자 한다.

조봉암은 근로인민당계열의 장건상, 임정 계열의 김성숙 등 근민당계열, 임정 계열을 포섭하여 혁신정당 창당을 계획하였으나 장건상과 김성숙은 그를 탐탁치 않게 생각하였으므로 그의 진보당 창당운동에 참여하기를 거절하였다. 그러나 그의 혁신정당 창당운동에 자극을 받은 장건상과 김성숙도 뒤에 독자적으로 혁신정당 창당 운동을 추진하게 된다.
그는 사람을 보내 장면을 영입하려 하였으나 장면은 그의 공산당 전력을 들어 과격파로 보고 있었으므로 조봉암의 제의를 거절했다.

#### 제3대 대통령 후보
그러나 진보당이 정식 창당되지 않은 상태에서 그는 1956년 무소속으로 제3대 대통령 후보로 출마, 등록했다. 이때 민주당 공천으로 대통령에 입후보한 신익희와 만나 후보단일화를 협상하기도 했다. 56년 3월 31일 진보당전국추진위원대표자회의에 참석하였다. 진보당전국추진위원대표자회의에서는 대통령 후보에 조봉암, 부통령 후보에 서상일을 지명했으나 서상일이 고사해 박기출로 바뀌고 서상일은 선거대책위원장이 되었다. 그러나 정부 당국에서 이 회의에 참석한 진보당추진위 대표들에게 협박·공갈·회유를 했고, 대회장에는 폭력단이 난입해 테러를 자행했다.
신익희와 조봉암은 선거운동에 돌입하기 전에 협상부터 해야 했다. 단일후보가 나와야 이승만을 이길 수 있다는 여론의 압력 때문이었다. 진보당은 4월 3일 두 당이 후보지명을 백지화하고 새로 연합후보를 내야한다고 주장했다. 그렇지만 민주당은 진보당추진위 측이 양보해야 한다고 생각했기 때문에 응하지 않았다.
그 결과 조봉암이 양보하는 조건으로 신익희가 3대 대통령을 하고 조봉암이 차기를 차지하기로 계획하고 지지를 몰아주기로 묵계했으나 5월 5일 신익희의 갑작스러운 서거로 후보단일화 논의는 수포로 돌아가고 말았다.
호헌동지회때부터 반감을 갖던 민주당에서는 조병옥 등이 나서서 신익희후보의 표를 다른 정당 후보에게 주기를 바라지 않는다 하여 개표결과 신익희 추모표가 발생하는 이변이 발생했다.
그러나 5월 15일 선거 결과 216만 4천여 표로 504만 6천여 표를 받은 이승만의 절반에 해당되는 득표를 했다. 후보단일화를 했을 경우를 가정했을 때 이는 자유당을 경악하게 하고도 남았다. 그 후 진보당결성운동을 추진하였으나 결성 과정에서 서상일 계열, 장건상 계열 등과 의견이 맞지 않아 조봉암은 박기출 등 소수의 인원과 함께 진보당 창당 조직을 준비하게 된다. 1956년 11월 진보당을 창당, 위원장에 선출되어 정당활동을 하였다.

#### 대선 출마 과정
강원용은 그가 대선에 출마하게 된 원인을 미국으로 지목하였다. 강원용의 증언에 의하면 미국 인사가 그에게 접근, 한국이 미국의 최일선 기지인데, 당신 같은 사람이 대통령을 할 수 있겠냐고 했더니 조봉암은 그렇지가 않다며 거절하였다. 그러나 미국 인사는 자기가 미8군 사령관도 만나고 미국대사도 만났는데, 그 사람들이 “남북 문제는 평화적 해결 외엔 방법이 없다. 그 일에는 당신이 적임자니까 당신이 해야 된다고 주장했다는 것이다.
강원용 목사(한국 기독교 장로회)는 주한 미국대사와 8군 사령관이 조봉암을 찾아와서 대선출마를 권유했다 하며 한국 대통령이 되는 데 가장 큰 문제는 영어를 못한다는 것을 지적하고 힘들겠지만 영어공부를 열심히 하라고 조언했다고 증언하였다. 조봉암은 미8군 소속 미군의 방문을 받게 되었는데 사령관이 매일 아침 자기 부하를 조봉암 씨에게 보내 영어를 가르치고 있다고 강원용 목사에게 말했다고 한다. 조봉암은 미국이 자신을 지지한다고 확신하였다. 조봉암의 측근이었던 윤길중 등은 그런 미국의 속내를 모르고 미국이 조봉암을 지지하는 것은 사실이라고 확신하게 되었다. 조봉암은 강원용 목사와 친해지고자 나는 당신이 좋으니까 당신 보러 주일마다 경동교회에 나가겠다고 하였다. 그러나 강원용 목사의 아내 곧 사모의 반대로 경동교회에 나가는 일은 포기해야 했다.
3월 31일 진보당추진대표자회의에서 평화통일이라는 말이 등장했는데, 민주당은 진보당 측 제안을 받아들이지 않았다. 협상이 깨질 것 같자 김창숙 등 원로들이 나섰다. 4월 25일 조봉암과 신익희는 비밀회동을 가졌다. 그 자리에서 조봉암은 대통령 후보 양보의 뜻을 밝히고 신익희에게 부통령 후보는 중요하지 않으니 양보해달라는 의사를 전했다. 신익희는 고려해 보겠다고 했으나 민주당 측은 부통령 후보도 양보할 의사가 전혀 없었다. 야당 단일화 협상은 5월로 이어졌는데 조봉암, 서상일 등은 종반전에 들어갈 때 정부통령 후보를 양보하는 것에 합의했다. 정부통령 선거야 말로 조봉암이 진보당추진위의 정치이념과 정책을 선전할 절호의 기회였고, 초반전 사퇴는 이런 좋은 기회를 버리는 것이나 다름없었다. 고 판단했다. 조봉암은 민주당의 성향으로 볼 때 자유당과 별로 다른 것이 없고 어떤 면에서는 더 나쁘다고 생각하고 있었다.
조봉암이 일찍 사퇴하지 않은 것은 다른 이유도 있었다. 그는 자신이 1954년 국회의원 선거에서 입후보조차 할 수 없었음에도 불구하고 정부통령 선거에서 후보가 될 수 있었던 것은 이승만이 야당표 분산을 계산하고 있었기 때문이라는 것을 잘 알고 있었다. 따라서 조봉암은 일찍 후보단일화가 이루어지면 야당 대통령 후보의 신변이 위태로울 것이라고 판단했다. 이후 조봉암은 자유당과 민주당의 노골적인 견제와 공격 등으로 힘겨운 길을 가게 된다.

#### 선거 패배와 재판

1958년 1월 14일자 동아일보. 진보당 간부 17명을 구속을 다룬 기사내용이다.

1956년 대통령 선거 중 조선민주주의인민공화국을 비밀리에 왕래하는 잡화상인 양명산(梁明山)으로부터 정치자금을 받았다. 자유당 정부와 관변단체 및 우익단체들은 조봉암이 양명산을 통해서 조선민주주의인민공화국으로부터 정치자금을 제공받았다고 공격했다. 1957년 9월 정우갑 사건으로 경찰에 체포되었으나 혐의 없음으로 석방되었다.
1958년 1월 12일 새벽 진보당 간부들에 대한 일제 검거가 시작되었다. 1958년 1월 13일 진보당 간부들을 일제히 검거했다. 1월 12일 새벽, 돌연 비상사태에 돌입한 서울시경 관하 형사대는 이강국 치안국장과 최치환 시경국장 진두 지휘 아래 진보당 간부에 대한 일제검거에 나섰다. 민의원선거 4개월을 앞두고 선거대책에 몰두하다가, 겨우 잠자리에 든 윤길중, 조규택 등은 서울에서, 진보당부위원장 박기출은 부산에서 각각 체포되었다. 조봉암은 피신하여 간신히 위기를 모면할 수 있었다.
1월 13일 약수동의 조봉암의 집을 급습한 10여 명의 형사대는 이미 이틀 전에 그가 집을 나간 채 돌아오지 않았다는 것을 알고 극도로 당황했다. 이로부터 48시간 동안 시경은 관하 전 경찰관을 투입하여 조봉암 색출에 투입했으나 그의 행방은 오리무중이었다. 조봉암은 이때 은신 중이었는데, 동지들의 체포소식에 도망을 가면 무고한 혐의가 사실화될 것이고 애꿎은 동지들만 희생될 것이라고 말하며, 1월 13일 오전 당국에 전화를 걸어 자진출두 하겠다고 전하였다. 이틀 전에 치안국에서 새어나온 수사기밀을 탐지하고 감쪽같이 자취를 감춘 뒤였으며 관철동에 있는 친구의 집에 은신하고 있었던 것이다. 12일 밤 그는 그곳에서 밤새껏 술을 마시며 사후 대책을 협의했다. 친구들은 이제 붙들리면 다시 나오기 어렵다고 강조하면서 그에게 모든 준비를 해줄 터이니 해외로 망명이나 하라고 권했으나, 그는 거부하였다. '망명을 한다면 어느 나라에서 나를 받아주겠는가. 또 설사 해외탈출이 가능하다고 해도, 나에게 걸린 혐의는 사실화되고 애꿎은 당원들만 희생될 것이 아닌가. 설마 하니 나를 죽이기야 하겠는가. 선거가 끝나면 내주겠지!' 하고 그는 태연히 대답했다는 것이다.

#### 구명 운동

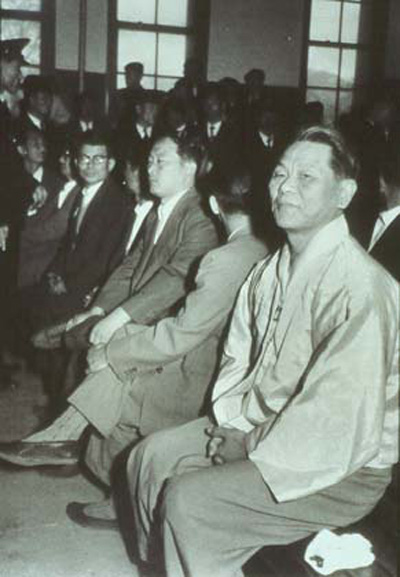
1958년 진보당 사건 재판 당시.

1958년 1월말, 이른바 진보당 사건으로 국가보안법 위반 혐의를 받고 진보당 주요 간부들과 함께 간첩죄로 체포되었고, 1심에서는 간첩 혐의에 대해 무죄를 선고받았으나 2심에서 간첩 혐의에 대해 사형을 선고받았다. 조봉암이 사형을 선고받자 조봉암과 가까웠으며 그를 잘 알고 있었던 장택상은 조봉암의 구명운동을 하였으나 실패하였다. 장택상과 윤치영은 조봉암이 간첩이 아니라는 성명을 발표하였다. 장택상은 수감 중인 조봉암을 찾아와 대신 변호를 서주겠다고 하였으나 조봉암은 이를 사양하였다.
2월 20일 육군특무부대는 양명산 사건을 발표하여 조봉암이 양명산과 접선하면서 조선민주주의인민공화국과 접촉하였고, 정치자금(공작금)을 받았고, 북한의 지령에 따라 여러 가지 간첩행위를 했다고 발표하였다.
조봉암 등이 간첩 혐의로 피소되자, 장택상, 윤치영 등은 조봉암이 간첩일리 없다며 탄원서를 제출하고, 탄원 서명을 받기도 했다. 그의 조봉암 구명운동에 이어 윤치영이 조봉암을 옹호하고 탄원, 변호에 동참하였다. 그러나 윤치영은 조봉암의 구명운동에는 다소 소극적이었다. 당시 민주당과 조병옥 등은 조봉암의 이적행위 철저 수사를 주장하며 규탄했지만 장택상은 조봉암의 구명 운동에 발벗고 나섰다. 공판기간 중 조봉암을 대신하여 변호사 선임을 알아봐주기도 했고, 조봉암의 거절에도 불구하고 그는 조봉암을 대신하여 변론과 항소를 작성하여 서울고등법원과 대법원에 발송하기도 했다.
조봉암의 딸 조호정은 마침내 전 총리 장택상을 찾아 갔다. 정이 많은 장택상은 조호정의 지극한 효심을 외면할 수 없어 홍진기 법무장관을 집무실로 찾아가 조봉암의 구명을 호소했다. 홍진기 장관은 "지금은 적절한 시기가 아니니 내년 봄 대통령 선거가 끝나면 이박사의 82회 생신일이 됩니다. 그러나 이 일에 대해서는 비밀에 부쳐 주십시오"라고 답했다. 그러나 장택상은 그 비밀을 지키지 못하고 여기 저기 다 발설해 버리는 실수를 저질렀다. 소문은 입에서 입으로 전해지고 그 약속은 무산되고 말았다.

#### 사형선고와 최종 판결

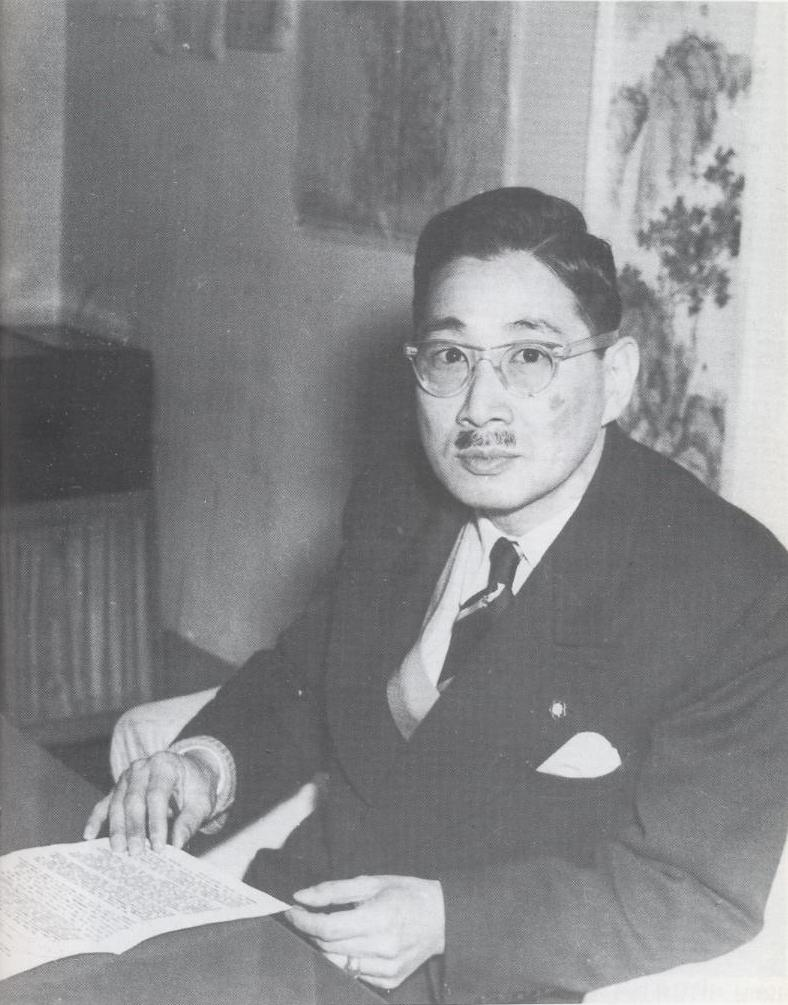
장택상

1959년 장택상은 조봉암이 사형선고를 받자 조봉암의 구명운동을 하였다. 조봉암의 정치활동을 변호하는 국회질의를 하였고 조봉암의 구명운동을 직접 추진하기도 하였다. 조봉암의 옥중 성명서를 대신 작성 발표하기도 하였다. 조봉암의 인물됨을 누구보다 잘 알고 있었으며 광복후 경찰청장으로 폭력적 좌익세력 검거에 앞장섰던 장택상은 조봉암 구명운동을 하였으나 실패하고 만다. 이후 우익 단체로부터 사형을 집행하라는 비판이 빗발쳤다. 그러나 장택상과 윤치영이 나서서 조봉암의 무고함을 주장하였다. 일본에서는 일본 유학생들을 중심으로 조봉암의 사면을 요청하는 탄원서가 대한민국 정부에 제출되기도 하였으나 묵살되었다.
장택상은 조봉암의 거부에도 불구하고 직접 나서서 조봉암 구명운동을 하였고, 조봉암을 변호하는 변론을 써서 법정에 대신 제출해 주기도 했다. 1심 재판부는 조봉암에 대해 징역 5년을 선고했다. 국가보안법 위반은 유죄로 인정했지만 간첩 및 간첩방조죄는 무죄를 선고했다. 판결 후 자유당의 정치깡패인 이정재 수하들과 반공청년단원 200명이 용공판사타도를 외치며 법원으로 난입하는 사태가 벌어졌다. '대한반공청년회' 200명은 대법원에 난입하여 "조봉암 일당에 간첩죄를 적용하라", "친공판사 유병진을 타도하라"라는 구호를 외치며 대법원 청사를 아수라장으로 만들어 버렸다. 1심의 변호인단이 구속되거나 검찰의 신문을 받기도 했다. 그 후 2심 재판부의 판단은 크게 달랐다. 양명산이 진술을 번복, 검찰과 특무대에서 허위진술해 조 위원장을 간첩으로 몰았다고 말했지만 재판부는 이를 받아들이지 않고 도리어 간첩죄를 적용, 사형을 선고했다. 대법원(주심 김갑수 대법관)도 2심과 마찬가지 판단을 내렸다.
법조 출입기자인 김모씨가 신동아를 통해 "조봉암에 대해 무기징역으로 합의됐다가 모 대법관의 요청으로 선고기일에 대법관을 긴급 소집하여 사형으로 변경했다"고 주장하자 주심 대법관인 김갑수는 "재판장이 사형을 무기징역으로 잘못 읽었던 것 같으나 형량이 갑자기 변경되지는 않았다"고 말하는 등 사회적인 논란이 있었으며 이에 대해 대법관에서 물러나 변호사를 하던 김갑수는 "지금도 오판이 아니라고 확신한다"고 하면서도 "당시에는 무척 괴로웠다"고 말했다.

#### 3심과 최후
3심에서 조봉암에겐 사형이 선고되었다. 재판 당시에도 언론은 끊임없이 의혹을 제기했고 미국에서도 소극적이었지만 이승만 정권에게 조봉암 사형을 철회할 것을 계속 주문하였으나 자유당 강경파는 1959년 끝내 조봉암의 사형을 집행했다. 조봉암은 사형을 선고받았으나 그는 담담하게 이를 받아들이고 가족과 측근들에게 심경을 밝혔다.
법이 그런 모양이니 별수가 있느냐. 길가던 사람도 차에 치어 죽고 침실에서 자는 듯이 죽는 사람도 있는데 60이 넘은 나를 처형해야만 되겠다니 이제 별수가 있겠느냐, 판결은 잘됐다. 무죄가 안될 바에야 차라리 죽는 것이 낫다. 정치란 다 그런 것이다. 나는 만사람이 살자는 이념이었고 이 박사는 한 사람이 잘 살자는 이념이었다. 이념이 다른 사람이 서로 대립할 때에는 한쪽이 없어져야만 승리가 있는 것이다. 그럼으로써 중간에 있는 사람들의 마음이 편안하게 되는 것이다. 정치를 하자면 그만한 각오는 해야한다.

1959년 8월 1일자 조선일보. 조봉암 사형집행을 보도한 기사.

1959년 7월 31일 아침 사형집행 직전 조봉암은 창백한 표정으로 끝내 무표정하게 사형전 성직자가 사형수를 위해 해주는 설교와 기도를 자청하였다고 한다. 사형 집행 전 목사에게 예수가 빌라도의 법정에 섰을 때의 성경구절인 "이 사람이 무슨 악한 일을 했느냐, 나는 그의 죽을 죄를 찾지 못하였나니 내려서 놓아라 한데 ... 저희가 큰 소리로 재촉하여 십자가에 못 박기를 구하니 저희의 소리가 이긴지라."를 읽어달라 했다고 한다. 조봉암은 7월 31일 오전 11시 3분 서대문형무소에서 교수형이 집행, 사형당하였다. 시신은 서대문형무소 밖에서 기다리던 큰딸과 조카, 측근들에게 인도되었다. 사망 당시 그의 나이는 61세였다.

#### 사형 판결에 대한 반응
조봉암의 죽음은 당시에도 억울하게 생각하는 견해가 있었다. 장택상은 자신의 구명운동에도 불구하고 죽산의 사형이 집행되자 "법은 법이라. 뭐라 자신은 판단하기 어려우나 죽산은 공산주의 테두리를 벗어났다고 믿고 있다. … 법무장관을 만나 죽산의 형집행을 3·15 선거 후로 미루는 것으로 합의를 보았는데 … 집행되었다. 법무장관의 배신이었고 식언이었다. 이 배신에 대한 심판은 이 세상에서 받지 아니하면 천국에 가서라도 받게 될 것이다." 라며 사형을 강행한 법원을 비판하였다.
1958년 5월 28일자 동아일보 기사에는 "죽산이 간첩 양명산에게 속았다는 진술을 했다."고 보도하였고 1959년 7월 31일에 집행된 교수형 상황에 대해선 "양명산은 처형 직전 조선인민만세의 발악 언사를 하였지만 그에 비해 죽산은 창백한 표정으로 끝내 무표정하게 설교와 기도를 자청하였다."고 전했다. 간첩으로 판명된 양명산과의 내통으로 죽게된 운명을 조봉암은 담담히 받아들였다.

### 사후
생전에 한국 전쟁 당시 반역자, 배신자, 변절자로 낙인에 찍히고 공격한 것과는 대조적으로, 조봉암의 사후 조선민주주의인민공화국에서는 애국렬사릉에 가묘를 설치하였고, 1990년대 이후에는 조선민주주의인민공화국의 조국통일상이 추서되었다. 이후 그의 명예회복은 반론에 부딪쳤다. 명예회복이 진행되지 못한 이유 중의 하나는 북한이 혁명열사릉의 김규식, 조소앙 묘 옆에 조봉암의 허묘(虛墓)를 만들고 모신다는 것과, 그가 조선민주주의인민공화국의 애국렬사로 추서되었다는 점이 지목되었다. 원래 공산당에서 출발했지만 광복 후 박헌영의 노선을 비판하면서 공산당과 결별한 죽산은 당시 북쪽에서조차 ‘반역자’로 매도됐다. 그러나 조선민주주의인민공화국은 후일 출당시킨 죽산을 복권시켰고, 그에게는 청하지도 않은 불리한 증인이 수십년 동안 꼬리표처럼 따라다녔다. 이후 독립유공자로 표창 서훈에 추천되었으나 진보당 사건과 조선민주주의인민공화국의 애국렬사릉 가묘의 여파로 번번히 무산되었다.
1987년부터 조봉암이 사회주의자가 아니라는 장택상 등의 증언을 근거로 조봉암의 명예회복이 추진되었다. 1993년에는 조봉암의 측근들이 장택상의 비서로 정치를 시작했던 김영삼 대통령에게 조봉암의 명예회복을 요청하였으나 김영삼은 이를 외면하였다. 1999년 3월 25일 대한민국 국회 국회의원회관 대회의실에서 '죽산(竹山) 조봉암(曺奉岩)선생 명예회복 범민족 추진 주비위원회'의 주최로 '죽산 조봉암 선생 탄신 100주년 기념 학술 대토론회', '죽산 조봉암 선생의 평화통일론과 개혁론의 재조명'이라는 주제로 학술대회가 개최되었다.
2008년 8월 학술지 ‘한국사 시민강좌’ 하반기호(43호)에서 대한민국 건국 60주년 특집 '대한민국을 세운 사람들'을 선발, 건국의 기초를 다진 32명을 선정할 때 법률, 경제 부문의 한사람으로 선정되었다. 2009년 이후 다시 조봉암의 복권 노력과 독립유공자 신청은 진행 중에 있다.
2010년 11월 대한민국 대법원은 “군인·군속이 아닌 일반인 조봉암을 국군정보기관인 육군 특무대에서 수사한 것은 위법이어서 재심이 필요하다.”라고 설명하며 재심을 개시하기로 하였다.
2011년 1월 20일, 대한민국 대법원은 재심에서 이 중 무기소지 혐의에 대해서 유죄를 인정해 형을 선고 유예하고, 국가변란과 간첩 혐의에 대해 원심을 파기, 무죄를 선고했다. 대법원 재판부는 국가변란 혐의에 대해 "진보당은 자유민주주의를 부정하거나 민주적 기본질서를 위배했다고 볼 수 없고 국가변란을 목적으로 결성됐다고 볼 수 없다. 진보당의 통일정책도 북한의 위장된 평화통일론에 부수한 것이라고 할 수 없다"고 밝혔다. 이어 간첩 혐의에 대해서도 "유일한 직접증거인 증인(양명산)의 진술은 일반인에 대한 수사권이 없는 육군 특무부대가 증인을 영장 없이 연행해 수사하는 등 불법으로 확보해 믿기 어렵고 합리적인 의심 없이 증명됐다고 보기 어렵다"고 판단했다고 선고했다. 이로써 조봉암은 1959년 사형당한 이래 52년만에 복권되었고 이승만 정권이 자행한 대표적 사법살인의 희생자로 기록되었다.
2011년 12월 27일 서울중앙지법 민사합의13부(한규현 부장판사)는 27일 조봉암 선생의 유족 4명이 국가를 상대로 낸 손해배상 청구소송에서 "국가는 조 선생의 아들에게 13억원 등 24억원을 지급하라"며 원고 일부승소로 판결했다.
2011년 국가보훈처는 조봉암이 1941년 일본에 국방헌금 150원을 낸 매일신보 기사가 발견되었다는 이유로 독립유공자 심사를 보류하였다.
2020년 국민대 선임연구원인 표도르 째르치즈스키 박사가 모스크바에 있는 러시아 연방 국가문서보관소에서 구소련 외교문서를 발견했다. 이 문서에는 1968년 9월 12~13일 북한을 방문한 드미트리 폴랸스키소련 공산당 정치국원 겸 내각 부의장이 김일성과 나눈 얘기가 기록되어 있었다. 이 문서에 따르면 조봉암은 진보당 설립에 대해 북한 쪽에 편지를 보내 '해당 임무를 달라'고 요청했으며 김일성은 '정치국에서 토론한 결과 다른 동지들을 통하여 조봉암에게 연결체가 될 수 있는 합법 정당을 설립하자고 제안했다'고 소련 측에 밝혔다. 또한 김일성은 조봉암의 대선 출마에 대해서도 '조봉암은 이승만에 맞서 대선에 출마할 수 있다고 생각했다. 조봉암은 우리의 조언을 부탁했다. 우리는 조봉암이가 이승만 정권의 장관이라면 대선에 출마하지 않을 사유가 없다고 판단했고 그렇게 하라고 했다.'고 밝히고 있다. 조봉암의 대선자금 지원에 대해서는 '대선 한두 달 지나서 어쩌면 그 이전에 미국은 우리가 조봉암에게 선거운동을 위해 돈을 준 사실을 알게 되었다.'라고 언급하여 북한에서 조봉암의 대선자금을 지원했다는 사실을 소련에 밝히고 있다.

#### 추모비 건립

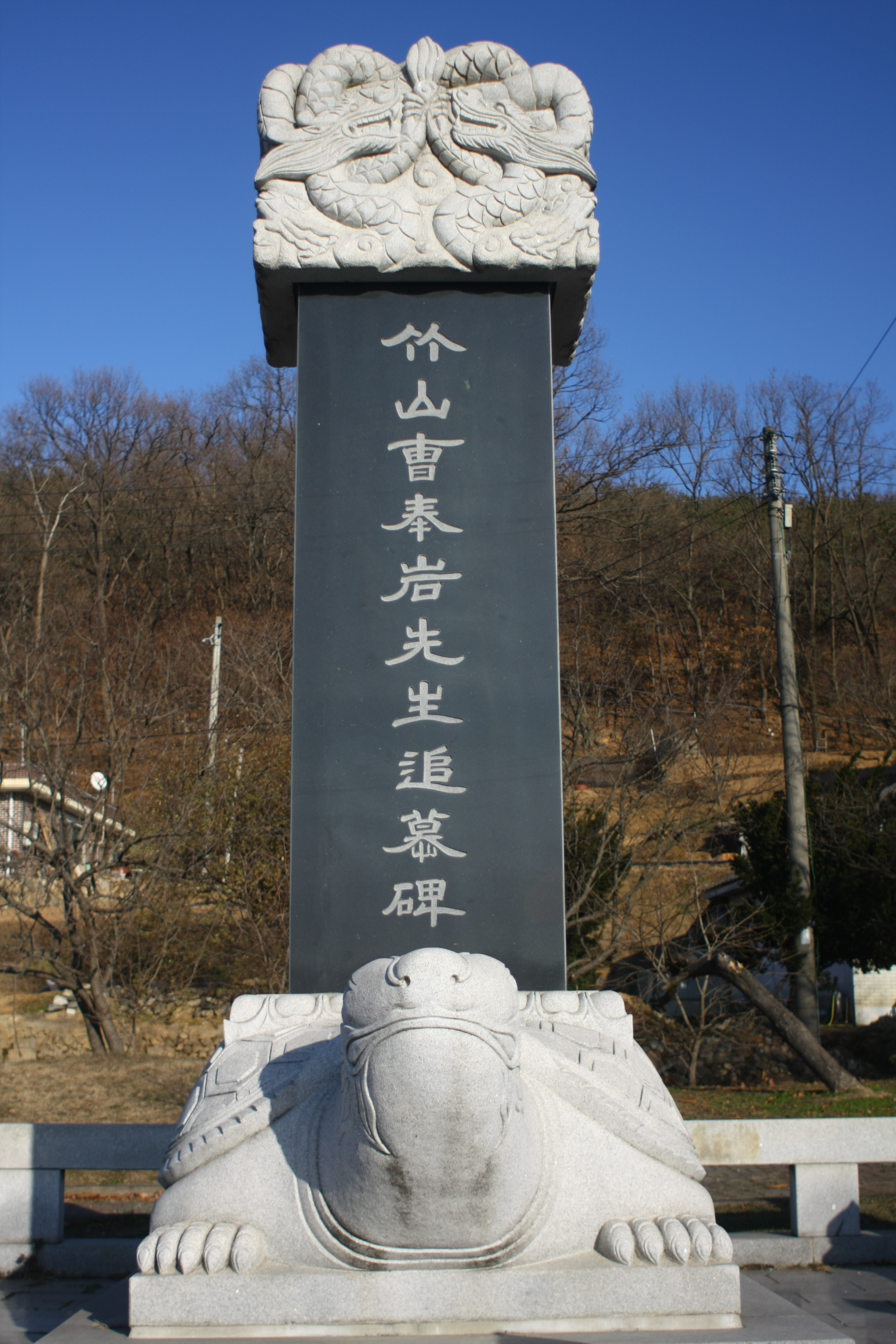
조봉암 추모비, 2011년 12월

조봉암 추모사업회 주관으로 2000년 5월 조봉암 추모비를 건립하기로 하고 모금 운동을 벌였다. 새얼문화재단이 인천 지역 정치인·학계·교육계 인사 등 112명으로부터 2,211만원을 거두어 추모사업회에 전달하기도 했으며, 모두 6천여 만원의 돈을 모아 2001년 7월 6일 강화군 강화읍 갑곶리 강화역사관 입구 진해공원에 추모비를 건립하였다.

#### 재심
1959년 2월 27일 선고된 4291형상559 판결에 대하여 재심으로서 대법원 전원합의체는 2011년 1월 20일에 원심판결과 제1심판결 중 유죄 부분을 각 파기하였다.(대법원2008재도11) 다만, 무기불법소지에 의한 군정법령 제5호 위반죄에 대하여 형의 선고를 유예하였다. 이 사건 공소사실 중 공동피고인 1 관련 간첩의 점은 무죄. 제1심판결 중 진보당 관련 구 국가보안법 위반의 점에 대한 검사의 항소를 기각하였다.

## 묘소

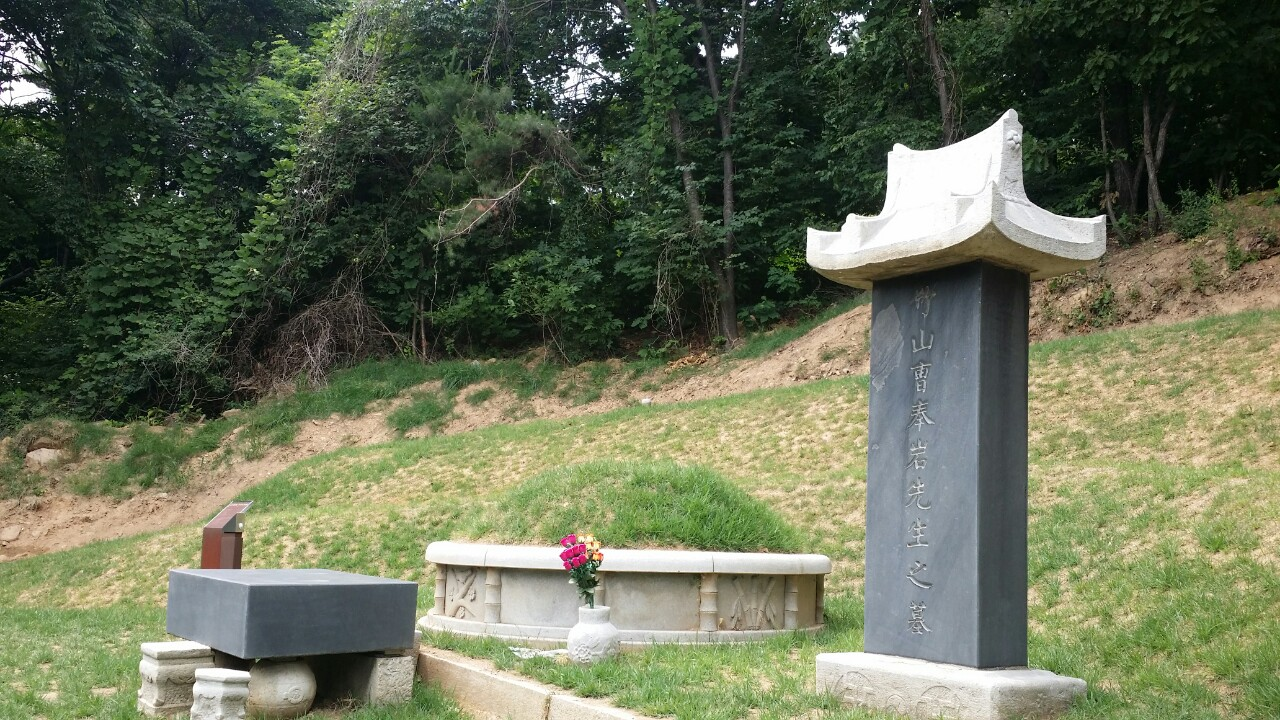
2019년 7월 촬영

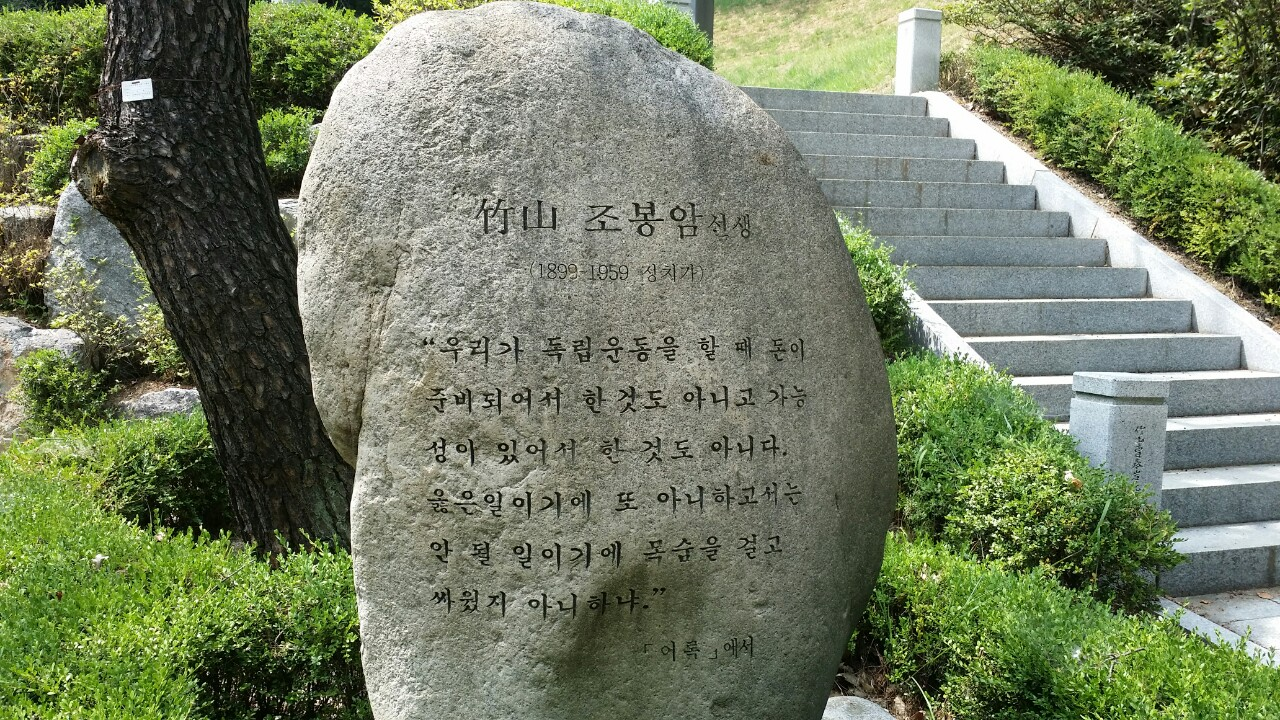
2019년 7월 촬영

죽산 조봉암 선생의 묘는 서울특별시 중랑구 망우 역사 문화공원 내 망우산 사색의길 동락천 약수터 근처에 있다. 1959년 국가보안법 위반으로 처형돼 정부가 비문을 새기지 못하게 할 뿐만 아니라 창령 조씨 문중에서도 비문제작을 거부했기 때문에 비석 뒤에 비문이 없다. 그러나 2011년 대법원에 의하여 간첩죄 등에 대하여 무죄가 선고되고 나서 유족과 죽산조봉암선생기념사업회는 비문이 없는 상태 그대로 둘지 여부를 검토하였다.
다음 글은 묘소 앞 돌에 새겨진 죽산의 어록이다.
우리가 독립운동을 할 때 돈이 준비가 되어서 한 것도 아니고 가능성이 있어서 한 것도 아니다. 옳은 일이기에 또 아니하고서는 안 될 일이기에 목숨을 걸고 싸웠지 아니한가?

## 논란

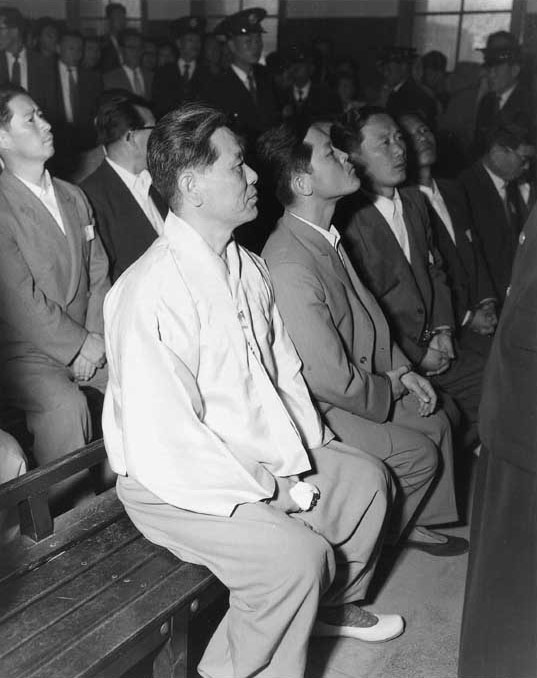
재판 중인 조봉암

### 이적행위 여부 논란
재판 당시 장택상과 윤치영 등이 나서서 그가 이적행위자, 공산주의자가 아니라고 변호하였으나 이들의 증언은 기각되었다. 장택상은 법정에 조봉암을 변호하는 변론을 제출하기도 했다.
그가 양명산이 공산주의자인 것을 알 리 없다는 반론과, 양명산이 법원 진술에서 고문으로 강요당했다며 진술을 번복 한 것을 들기도 한다. 조봉암이 사형당할 당시 정치계와 학계의 일부 인사들은 사법살인이라며 비판하기도 했다.
윤치영은 그가 용공분자는 아니라고 보았는데, 그에 의하면 '그가 진보당 사건으로 연루되어 결국 형장의 이슬로 사라지는 불운을 겪게 되었지만 그가 그리 된 데에는 주변정세를 잘못 판단하여 용공분자로 몰리는 불운을 가져오지 않았나 하는 안타까움과 애석함이 남아 있다.'라고 평하였다. 윤치영은 그가 이승만에게 도전한 것이 죽음의 원인이라고 하였다. 후에 윤치영은 한 인터뷰에서 조봉암을 회고하면서 '비극의 주인공'이라며 눈물을 흘리기도 했다.

## 평가
여운형은 그에 대한 인물평으로 '조봉암은 술을 좋아하고 잘 마셨으며, 시를 읊었고 강개가 북받치면 눈물을 흘리는 감성적인 사람.'이었다고 한다. 조봉암의 장녀인 조호정씨의 회고에 의하면 그는 여운형과 가장 친했으며, 한국민주당과 박헌영, 이승만, 김구를 다 안좋게 생각했다고 한다. 특히 우익 인사이던 김구는 '테러리스트'라며 싫어했다고 한다.
성균관대학교수 서중석은 민국당 못지않게 그의 정치적 신조와 거리가 멀다고 밖에 볼 수 없는 국민당에 몸담았던 것은 정치적 피신이라고 하더라도 파격적인 일이라고 봐야 할 것 이라고 평가하였다. 이정회에 이어 국민당에 들어간 것은 그의 정치적 곡예를 보여준 것으로서 일정한 기간동안 이승만과 그의 추종자들로부터 박해를 받지 않고 정치적 입지를 넓힐 수 있다는 적극적인 면이 고려되었을 것이라고 평가했다.
1940년 이후 지하단체 조직 활동을 하였으나 소극적이었으므로 조선공산당으로부터 유휴분자였다는 비판을 받기도 했다. 독립운동가 출신 정치인 박진목은 그를 대인(大人)이지만 변절자라고 평가하였다. 이에 따르면 1941년 수감 중 형문에 못이긴 리승엽이 전향하고 대화숙에 가입하게 된 것은 그의 설득의 영향이 컸다고 주장된다.
대한민국에서는 민주화 이후 조봉암 재평가가 진행되었다. 조봉암의 유족들은 장택상이 조봉암과 가까웠고, 장택상, 윤치영 등이 직접 나서서 조봉암을 변호한 점을 들어 문민정부 출범 이후 대통령 김영삼에게 진정서를 보냈으나 김영삼은 이를 외면하였다. 1946년 5월과 6월 박헌영과 공산당을 언론에 공개 비난하고 탈당한 일로 조선민주주의인민공화국에서는 그를 당에서 제명시켰으며 한국 전쟁 당시 반역자, 배신자, 변절자로 낙인찍고 공격하였으나, 사후 북측에서도 애국렬사릉에 가묘를 설치하고 1990년대에는 조국통일상까지 추서하였다.
2007년 9월 27일, 진실화해를위한과거사정리위원회는 진보당 사건이 조작되었음을 인정하고 국가의 유가족에 대한 사과와 독립유공자 인정, 판결에 대한 재심 등을 권고하였다. 2007년 10월에는 죽산조봉암추모사업회가 발족되었다. 1990년대 중반 이후 대한민국에서는 조봉암에 대한 재평가가 이루어지고 있는 시점에서 조봉암에 대한 전기, 평전 등 서적으로 발간되어 재평가가 활발히 이루어지고 있다. 한편 그의 독립유공자 서훈은 추진 중에 있다.

## 기타
- 그는 애연가였다.
- 조봉암 사형 당시 그의 장녀 조호정이 유일한 성년으로 결혼하여 외손자녀를 두고 있었다.

## 저서
- 《공산주의 모순발견》
- 《우리가 나아갈 길》
- 《우리의 당면과업》

## 가족 관계

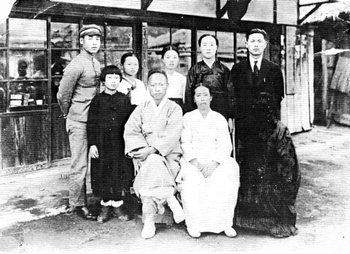
1941년 죽산 조봉암의 가족사진. 뒷줄 맨 오른쪽이 조봉암이다.

조봉암은 아버지 조창규와 어머니 유씨의 넷째 아들로 태어났다. 아들 둘이 요절하자 그의 부모는 아들이 오래 살라는 뜻에서 이름자를 바위 암으로 정하였다. 한편 조봉암은 창녕 조씨 항렬상 환 자 돌림에 해당된다.
- 아버지 : 조창교(曺昌敎, 1848년 8월 9일 - 1914년 5월 10일) 창녕조씨 찬성공파보 3권 675page에는 족보이름이 항렬자를 따라 조병창(曺秉昌)으로 되어있다.자(字)는 창교(昌敎)
- 어머니 : 유씨(劉氏, 1858년 6월11 - 1921년 11월 3 )
  - 형 : 요절
  - 형 : 요절
  - 형 : 조수암(曺壽岩),(1895년 8월 5일~1941년 3월 11일)
  - 동생 : 조용암(曺龍岩),(1904년 10월 2일~?)
- 부인 : 김금옥(1902 ~ 1934년)[68]
  - 첫째 딸 : 조호정(曺滬晶, 1928년 ~ 2022년 10월 26일)
  - 첫째 사위 : 이봉래(李奉來, 1922년 ~ 1998년, 영화 감독)
    - 외손녀 : 이성란(李聖蘭, 1960년~)
    - 외손서: 유수현
- 부인 : 김조이(金祚伊, 1904년 ~ ?, 독립운동가[68], 한국 전쟁 당시 실종되었다.)
  - 둘째 딸 : 조임정
  - 셋째 딸 : 조의정(1950년[69] ~ )
  - 아들 : 조규호(1949년[50] ~ )
    - 손자 : 조광현
- 처남 : 김송학, 김조이의 남동생

## 일화
1948년 조봉암이 농림부 장관으로 있을 때, 농지개혁을 주도하여 소수의 대지주들에게 집중된 농지들을 농민들에게 분배하였다. 당시 한민당세력을 비롯한 대지주들의 반발이 거셌다.
인천의 지역 유지이며 인천시 의회 제1대 의장인 이명호는 조봉암의 농지개혁에 반발하였으면서도 이승만에 대한 존경심 때문에 참았다고 한다. 이명호의 다섯째 딸 이양숙의 증언에 의하면 이명호는 토지개혁으로 그 많은 땅을 빼앗겼으면서도 크게 내색하지 않았다고. 워낙 이승만을 존경했는데 그 이승만이 장관으로 임명한 조봉암이 나서서 한 일이니 이해하지 않을 수 없었다는 것이다.
조봉암의 처형과 관련하여 과거 서대문형무소 수인들과 간수들 사이에 전해져내려오는 민담 중에 '봉암새'(혹은 '죽산조')라는 민담이 있다.

나는 어느 사이 비둘기의 벗이 되었다. 악하고 거짓 많은 인간들보다 이 비둘기는 얼마나 더 기특하며 정다운 친구인가 말이다.
비둘기가 좋아하는 콩, 그 콩을 내 밥에서 골라내어 던져준다.
마룻바닥에 떨어진 밥알을 주어 먹는 배고픔 속에서도 이 비둘기 모이만은 잊지 않는다. 식후 창가로 가서 구구구 비둘기를 불러 콩알을 던진다.

여기저기 모여와 구구거리면서 그걸 쪼아 먹는 모습을 내려다보면서 나는 끝없는 희열감에 젖는다. 그러나 알고 보니 이 일은 나만 하고 있는 것이 아니었다. 딴 방의 사람들도 소중한 밥을 나누어 던져주는 것이었다.

건너편 2사의 조봉암 선생도 끼니때마다 콩알은 비둘기에 던져 주고 보리밥 알은 창가에 놓아 참새들이 와서 먹게 하고 있는 것을 볼 수 있었다.

한끼도 빼지 않았으며 콩과 밥알을 주어 먹는 날짐승들을 하염없이 지켜보고 있었다. 독방의 고독한 그에겐, 생사의 기로에서 죽음의 그림자를 눈앞에 보는 그 분에겐 이 순성(順性)의 귀여운 날짐승들이 유일한 손님이요 친구가 아닐 수 없었다.

그렇게나 정성드리 비둘기와 새를 기르던 이 방의 주인은 어느 무더운 여름날 홀연히 떠나가 버렸고 새들은 그들을 반겨주고 사랑해 주던 사람을 잃고 말았다.

죽산 선생의 파란만장한 일생이 교수대에서 그 막을 내린 것이다.
그 후 사형집행의 버드나무엔 전에 볼 수 없었던 낯선 진귀한 새가 나타나 슬피 운다는 것이며, 이것이 소위 ‘봉암새’ 혹은 ‘죽산조(竹山鳥)’라는 얘기다.

언제부터 생겼는지 누가 지었는지 조차도 확실치 않는 ‘봉암새’의 얘기가 서대문 징역꾼과 형무관 사이에 마치 하나의 전설이나 민화(民話)처럼 구전되고 있다.

김일성 조선민주주의인민공화국 주석은 조봉암의 사형에 대해 "그 부분과 관련해서는 우리도 실수한 게 있다"면서 안타까움을 표시한 것으로 드러났다.

## 조봉암을 연기한 배우들

### 드라마
- 송기윤 - 1981년 (제1공화국) MBC 드라마
- 최명수 - 1989년 (제2공화국) MBC 드라마
- 한춘일 - 2003년 (야인시대) SBS 드라마

### 연극, 영화
극단어니스트에서 2018년11월「사법살인59:죽산조봉암」이란 연극으로 진보당사건을 재현하였다.

### 관련 서적
- 신태양사, 《내가 걸어온 길 내가 걸어갈 길(나의 정치백서)》 (신태양사, 1957)
- 박태균, 《조봉암 연구》 (창비(창작과비평사), 1995)
- 정태영 외, 《죽산 조봉암 전집》 (정태영, 오유석, 권대복 정리, 세명서관, 1999)
- 장택상, 《대한민국 건국과 나》 (장택상, 창랑 장택상 기념사업회, 1992)
- 이영석, 《조봉암 누가 그를 죽였는가?》 (도서출판 세상의 창, 2000)
- 강준만, 《한국현대사산책:1940년대편 2》 (강준만, 인물과사상사, 2006)
- 강준만, 《한국현대사산책:1950년대편 1》 (강준만, 인물과사상사, 2006)
- 강준만, 《한국현대사산책:1950년대편 2》 (강준만, 인물과사상사, 2006)
- 서중석, 《조봉암과 1950년대(상, 하)》 (역사비평사, 1999)
- 정태영, 《조봉암과 진보당》 (정태영, 도서출판 후마니타스, 2006)
- 《역사비평(1995년 봄 호)》(역사문제연구소 지음, 역사비평사, 2006)
- 홍우출판사, 《정계야화 (전2권)》 (홍우출판사, 1966)
- 임영태, 《대한민국 50년사 1권》 (들녘, 1998)
- 서중석, 《대한민국 선거이야기:1948 제헌선거에서 2007 대선까지》 (역사비평사, 2008)
- 주대환, 《한국사회와좌파의재정립:보편주의적 복지국가를 향한 새로운 좌파 선언의 전략》 (산책자, 2008)
- 서중석, 《이승만과 제1공화국》 (역사비평사, 2007)
- 황해문화, 《황해문화 23호:1999년 여름호》 (새얼문화재단, 1999)
- 황정덕, 《진해지역의 항일독립운동사》 (금창출판사, 2004)

## 같이 보기
| - ML당 사건 - 건국동맹 - 건국준비위원회 - 공진항 - 근로인민당 - 김구 - 김규식 - 김단야 - 김도연 - 김성수 - 김성숙 - 김원봉 - 김약수 - 김제영 - 김조이 - 김준연 - 남북협상 - 남재희 - 남조선로동당 - 대한국민당 - 대한민국 국회 | - 대화숙 - 리승엽 - 마르크스주의 - 민족유일당운동 - 민주주의독립전선 - 민주주의민족전선 - 박갑동 - 박기출 - 박헌영 - 베른슈타인 - 상해독립촉성회 - 서상일 - 신익희 - 안병찬 - 애국렬사릉 - 양명산 - 여운형 - 여운홍 - 윤길중 - 윤영선 - 윤제술 | - 윤치영 - 이극로 - 이기붕 - 이승만 - 이시영 - 임영신 - 장건상 - 장면 - 장건상 - 장택상 - 조병옥 - 조선공산당 - 조소앙 - 조의정 - 주세죽 - 진보당 - 한국전쟁 - 호헌동지회 - 홍명희 |

## 역대 선거 결과
|  | 37.77% |

|  | 42.75% |

|  | 11.4% |

|  | 30% |

## 참고 문헌
- 《대한민국 의정총람》, 국회의원총람발간위원회, 1994년